# ジョン・アイルデール
ジョン・ワーウィック・アイルデール（英語: John Warwick Iredale、1999年8月8日 - ）は、オーストラリアのサッカー選手。オーストラリア代表。ポジションはFW。

## クラブ歴
2017年8月2日、シドニーFCの下部組織に在籍していたが、FFAカップで選手初出場を記録した。同年にSCヘーレンフェーンの下部組織に移籍した。2019年にVfLヴォルフスブルクIIに完全移籍した。
2021年7月にSCパーダーボルン07に完全移籍するが、同年8月26日にSVヴェーエン・ヴィースバーデンに1シーズンの期限付き移籍をした。同月28日にプロ初出場を記録した。翌年8月2日に2年契約でヴェーエン・ヴィースバーデンに完全移籍した。
2024年7月8日、オールボーBKに移籍した。
2025年1月7日、韓国Kリーグ2のソウルイーランドFCに加入。

## 代表歴
年代別代表でも出場経歴があり、AFC U-19選手権2018に参加した。
2018年8月30日にはトルコで行われたA代表のトレーニングキャンプに参加した。5年後の2023年12月にはAFCアジアカップ2023のメンバーに選出されたが、同大会での出場はなかった。2024年3月21日に行われた2026 FIFAワールドカップ・アジア2次予選のレバノン代表戦でアダム・タガートに代わって途中出場し代表初出場、同月26日の同予選の同じくレバノン代表戦で代表初得点を記録した。